# NGC 5268
NGC 5268 este o galaxie situată în constelația Fecioara. A fost descoperită în 17 ianuarie 1855 de către . Se află la o distanță de 187,9664 de parseci de Pământ.